# Jenő Murádin
Jenő Murádin (n. 23 noiembrie 1937, Călărași, Cluj, România) este un istoric de artă clujean.